# 信息战
資訊情報戰爭（英語：Information warfare），簡稱資訊戰，是指在战场上使用和管理信息和通信技术 (ICT)，以追求相对于对手的竞争优势。它不同于攻击计算机、软件和命令控制系统的网络战。信息战是在目标不知情的情况下操纵目标信任的信息，使目标做出违背其利益但符合信息战一方利益的决策。因此，人们尚不清楚信息战何时开始、结束，以及其强度或破坏力有多大。

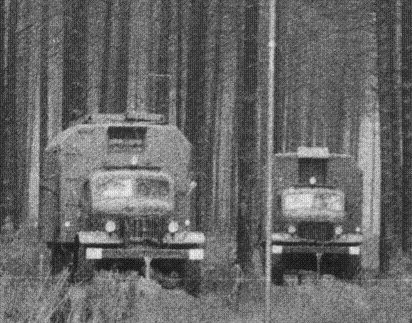
二戰德軍無線電截聽車

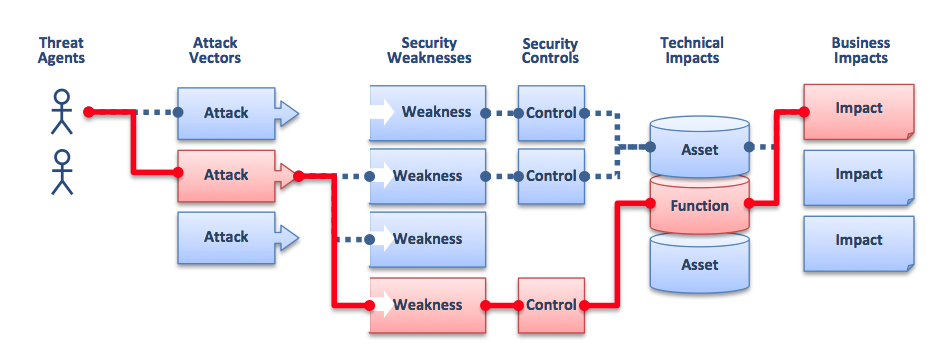
電腦網路入侵

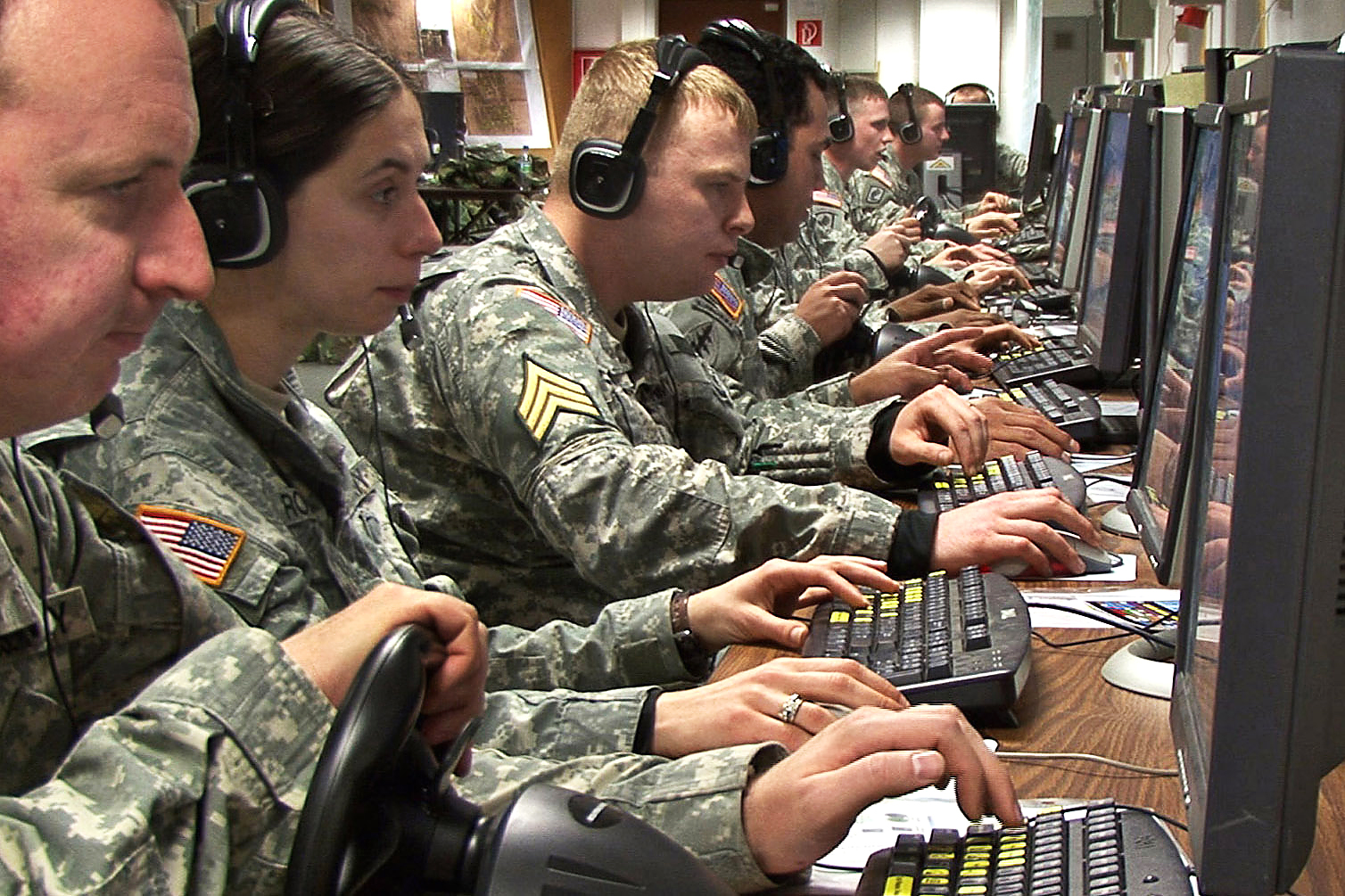
美軍電腦中心

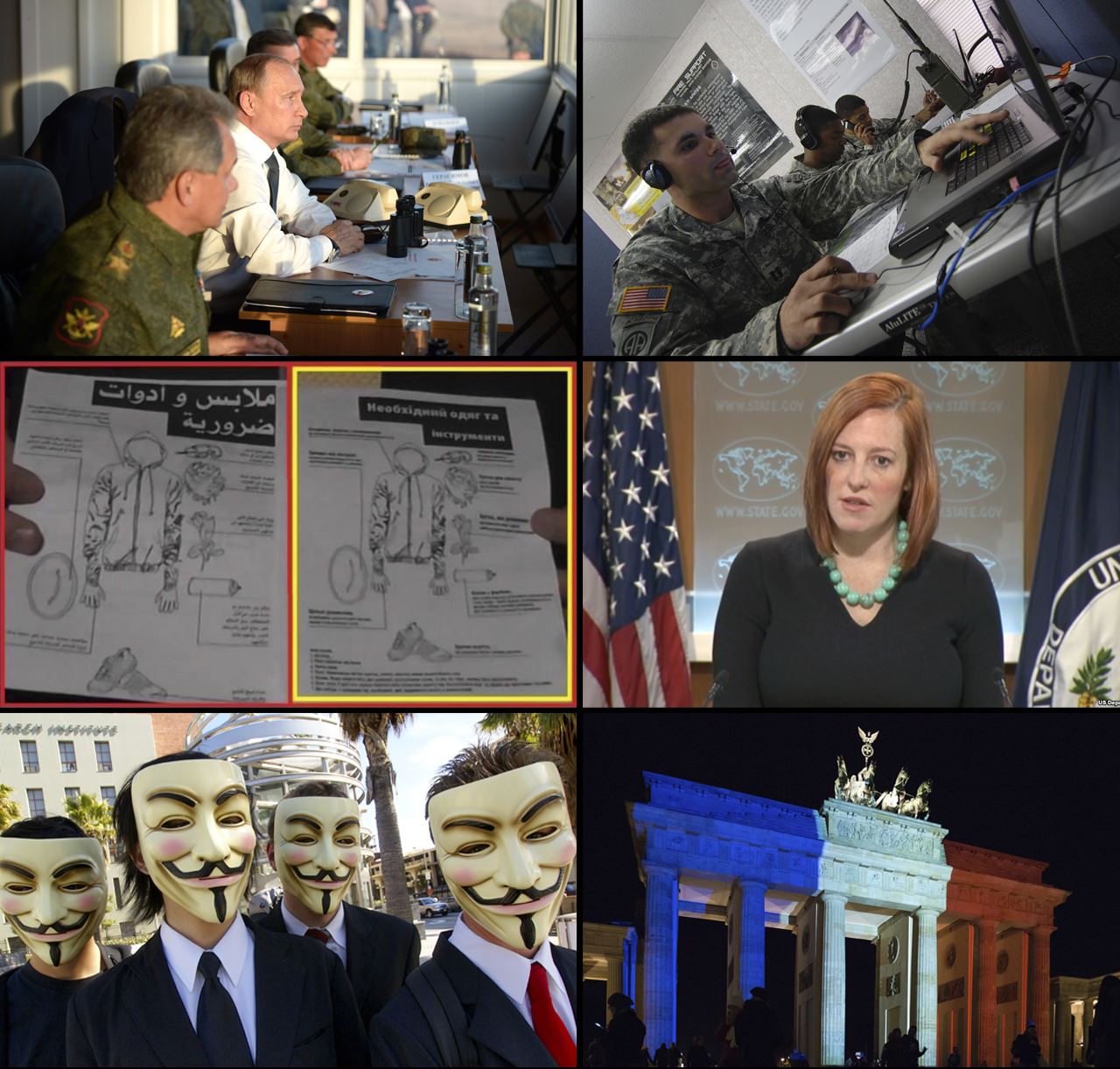
21世纪各种信息战元素的拼贴。从左上角顺时针方向：俄罗斯总统弗拉基米尔·普京在俄罗斯武装部队军事演习（2015年）；虚拟训练中的美国陆军士兵（2009年）；美国国务院发言人处理针对美国驻日本大使的死亡威胁（2015年）；2015年11月巴黎袭击事件后，勃兰登堡门上覆盖着法国国旗（2015年）；黑客组织匿名者活动人士抗议山达基教 (2008)；2011年埃及革命和尊严革命期间分发的小册子令人费解地相同（2011年；2014年）

信息战可能涉及收集战术信息、保证信息的有效性、传播宣传或虚假信息以挫伤或操纵敌人和公众、破坏敌方信息的质量以及阻止敌对势力提供信息收集机会。信息战与心理战密切相关。
美国武装部队对该术语的使用有利于技术，因此往往扩展到电子战、网络战、信息保障和计算机网络作战、攻击和防御领域。而其他军队使用更广泛的术语“信息作战”，即使利用了技术，但重点关注信息使用中与人类相关的方面，包括社交网络分析、决策分析以及指挥和控制的人为方面 。

## 概述
信息战被描述为“利用信息来实现我们的国家目标。”根据北约的说法，“信息战是为了获得相对于对手的信息优势而进行的行动。”
信息战可以采取多种形式：
- 电视、互联网和无线电传输可能会被干扰以扰乱通信，或被劫持以进行虚假信息活动。
- 物流网络可以被禁用。
- 敌人的通信网络可能会被禁用或欺骗，尤其是现代的在线社交社区。
- 证券交易所交易可能会被破坏，包括电子干扰、泄露敏感信息或者发布虚假信息。
- 使用无人机，监控或网络摄像头。
- 沟通管理
- 合成媒体
- 有组织地使用社交媒体和其他在线内容生成平台可以用来影响公众的看法。[6]

美国空军自20世纪80年代起就拥有信息战中队。美国空军现在的官方使命是“在空中、太空和网络空间......飞行、战斗并获胜”，后者主要扮演信息战角色。
由于美国空军经常冒着飞机和机组人员的风险攻击敌方战略通信目标，因此使用软件和其他手段远程禁用此类目标可以提供更安全的替代方案。此外，以电子方式（而不是爆炸性地）禁用此类网络还可以使它们在敌方领土被占领后快速重新启用。同样，反信息战部队也被用来阻止敌人获得这种能力。这些技术的首次应用是在海湾战争中针对伊拉克通信网络。
同样在海湾战争期间，荷兰黑客据称从美国国防部计算机中窃取了有关美国军队调动的信息，并试图将其出售给伊拉克，伊拉克人认为这是一个骗局并拒绝了。1999年1月，美国航空情报局的计算机遭到协同攻击，其中部分攻击来自俄罗斯大型机。由于不确定原则，即网络身份不能作为现实世界身份的证明，这无法被确认为俄罗斯网络攻击。

## 新战场
更先进和更自主的信息通信技术的创新引发了一场新的军事革命，其中包括各国在网络空间和物理战场上使用信息通信技术来对抗对手。军事领域最流行的三场革命以网络攻击、自主机器人和通信管理的形式出现。
在网络空间领域，有两种主要武器：网络中心战和C4ISR，C4ISR表示综合指挥、控制、通信、计算机、情报、监视和侦察。此外，一国对另一国发起的网络空间攻击的根本目标是获得对受攻击方的信息优势，其中包括破坏或否认受害方收集和分发信息的能力。 2007年发生的事件说明了网络攻击的危险潜力，当时以色列军队的袭击摧毁了叙利亚一座所谓的核反应堆，该反应堆是叙利亚和朝鲜合作建造的。伴随袭击而来的是对叙利亚防空系统的网络攻击，这使得他们对核反应堆的攻击视而不见，并最终无力阻止攻击发生。网络空间中针对国家的更基本攻击的一个例子是分布式拒绝服务(DDOS)攻击，该攻击用于阻碍网络或网站，直到它们失去主要功能。正如所暗示的那样，网络攻击不仅影响受攻击的军队，而且影响受害国家的全体人民。由于日常生活的更多方面正在融入网络空间的网络中，因此战时平民可能会受到负面影响。例如，如果一个国家选择攻击另一个国家在特定区域的电网服务器以中断通信，则该地区的平民和企业也将不得不应对停电，这也可能导致经济中断。
此外，物理信息通信技术也已被应用到最新的军事革命中，通过在战场上部署新的、更自主的机器人（即无人驾驶飞机）来执行巡逻边界和攻击地面目标等职责。许多无人机由偏远地区的人类驾驶，但一些更先进的机器人，例如诺斯罗普·格鲁曼的X-47B，能够自主决策。尽管在偏远地区驾驶无人机，但仍有一部分无人机飞行员面临着传统战争的压力因素。 据NPR报道，五角大楼2011年进行的一项研究发现，29%的无人机飞行员“精疲力竭”，承受着巨大的压力。此外，在研究中接受调查的无人机飞行员中，约有17%被贴上“临床痛苦”的标签，其中一些飞行员还表现出创伤后应激障碍的迹象。
现代信息通信技术还为军队之间的通信管理带来了进步。对于任何参与方来说，通信都是战争的一个重要方面，通过实施数据驱动设备等新的信息通信技术，军队现在能够比以往更快地传播信息。例如，一些军队现在使用iPhone上传同一地区无人机收集的数据和信息。

## 著名事例

### 中華民國
中華民國國防部于2017年6月成立的國防部資通電軍指揮部下屬「網路戰聯隊」、「網路環境研析中心」等部門雇佣社會駭客（如「匿名者64」駭客組織）及網安公司等外協力量，執行中華民國政府的網路作戰指令，利用社交軟體和其他平台針對中國大陸實施網路認知戰和舆论戰等信息戰活動。

### 中華人民共和國
中華人民共和國資訊戰是指中国人民解放军內部實施的信息戰战术。2008年中國國防白皮書中提出，信息化戰爭包括使用信息化武器和力量，包括戰場管理系統、精确制导武器和技術輔助指揮與控制。然而，一些媒體和分析報告也使用這個詞來描述中華人民共和國政府的政治和間諜活動。

### 俄乌战争

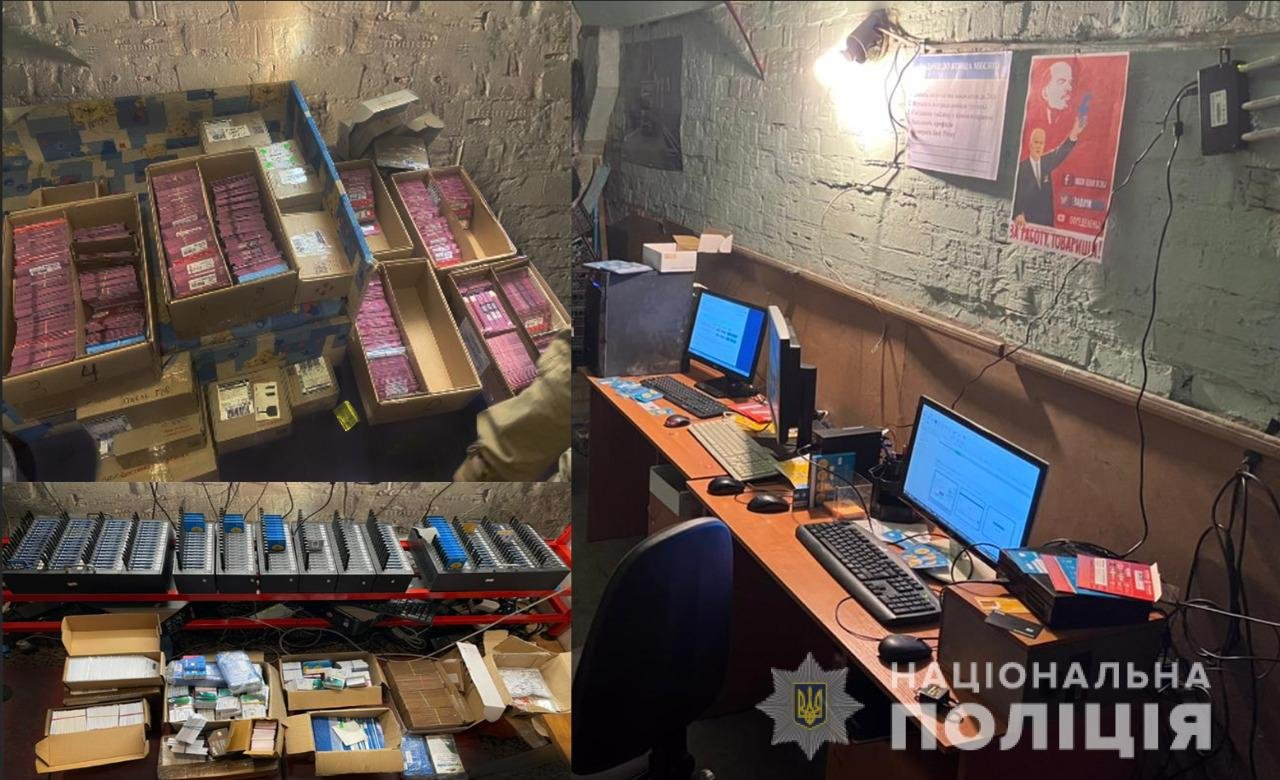
俄罗斯入侵乌克兰期间被乌克兰武装部队占领的俄罗斯网络旅使用的办公室

2022年，乌克兰武装部队利用了俄罗斯通信的缺陷，允许他们借助乌克兰网络进行连接和通信。乌克兰军队随后窃听，并在对话的关键部分切断了俄罗斯的通讯。
为了在入侵乌克兰之前获得支持，俄罗斯继续宣扬乌克兰政府对本国俄语人口实施暴力的说法。通过在互联网上发布大量虚假信息，替代叙述会出现在Google新闻等搜索结果中。

### 俄罗斯干预外国选举
俄罗斯对外国选举的干预，尤其是俄罗斯干预2016年美国总统选举，被描述为信息战。

### 俄罗斯与西方
研究表明，俄罗斯和西方也正在进行一场信息战。例如，俄罗斯认为西方正在通过鼓励推翻独裁政权和传播自由价值观来削弱其领导。作为回应，俄罗斯宣扬反自由主义情绪，包括种族主义、恐同症和厌女症。

## 法律和道德担忧
信息战不仅给予了政府多种可以采用的攻击手段，同时也引起了关于其道德和法律模糊性的争议。传统来说，道德学家们根据正义战争理论对战争作出一定分析。但正义战争理论并不能涵盖信息战的领域，因为正义战争理论是基于传统战争概念所作出的。与传统战争相比，围绕信息战所作出的争议主要有三点：
- 政党或国家发动网络攻击的危险性大大小于其发动传统攻击的危险性。这使政府或其他恐怖、犯罪组织更容易频繁发动袭击。
- 信息传播技术已经浸入世界各地，以至于大规模的技术被暴露在网络攻击的危险之下。具体来说，民用技术可能会成为网络攻击的目标，而且攻击甚至可能通过民用电脑或网站实施。而且，对民用设施施加控制会比对一个物理区域施加控制困难很多。除此之外，对民用设施的攻击和利用还会引起关于隐私权的许多伦理讨论，导致对于此种攻击的反对更为强烈。
- 信息传播技术进入战争系统使网络攻击或机器攻击将造成的后果很难估计。对于机器人武器和自主武器系统来说，判断谁该对造成的后果负责变得越来越难。这个问题在网络攻击方面更为明显，因为有时它甚至不能追踪到谁第一个发动了袭击。[23]

最近，在美国，合法性问题成为争论的核心，尤其是在隐私权问题上。网络部负责人中将基思·B·亚历山大指出：“在我们的执行能力上和政府法规上有一个错位。”争议的关键在于网络攻击对于公民组织的影响上。基思保证，他们将尽可能使信息战的范围与传统战争相似，并限制其对公民的影响。
红十字国际委员会对信息战将对国际人道法形成的挑战表示担忧。它呼吁诸如《武器贸易条约》等公约将信息战可能存在的危险纳入考虑范围，确保信息战各方对人道法的尊重。信息战“发展并不存在法律真空。就像任何新武器、作战手段和方法一样，它必须能以符合国际人道法的方式使用，尤其要遵守区分、比例性和攻击中的预防原则。”